# تابير
السِّنَادُ أو التَّابِير أو السَّاد أو التَّابِيروس حيوان ثدي من ذوات الظلف الواحد ومن فصيلة التابيريات. يعيش في آسيا وفي أمريكا الجنوبية، يألف العيش في الغابات الكثيفة.
يطول رأسه وجسمه نحو مترين وارتفاع كتفه متراً واحداً ويزن نحو 225 كلغ ذيله قصير وغير واضح، للإناث زوج من الأثداء، وله خرطوم طويل نسبياً يتكون من الشفة العليا والأنف، معطفه بني ووردي، أما عند الصغار فيكون مبقعاً بخطوط بيضاء حتى بلوغهم سن الثمان أشهر . يعيش منعزلاً قرب المياه، يسبح بمهارة ويفر هارباً عند أول إشارة خطر وهو فريسة مفضلة للنمر الأرقط. يأكل النباتات بصورة رئيسية.
تدوم فترة حمل الأنثى 400 يوماً تلد بعدها صغيراً واحداً.